# Max Kretschmann
Max Kretschmann, auch Max Kretzschmann genannt (* 6. März 1890 in Elberfeld; † 10. Dezember 1972 in Baden-Baden), war ein deutscher Bankier.
Der gelernte Bankkaufmann trat zum 1. Mai 1937 in die NSDAP ein (Mitgliedsnummer 3.934.028) und wurde 1938 Reichsbankdirektor. Kretschmann war Mitglied des Verwaltungsrats der Hauptverwaltung der Reichskreditkassen, die bei der Finanzierung der deutschen Kriegsführung im Zweiten Weltkrieg eine zentrale Rolle spielten.
Kretschmann übernahm 1951 die Leitung des traditionsreichen Bankhaus von der Heydt-Kersten & Söhne, dessen persönlich haftender Gesellschafter er war. Im Jahr 1959 wurde er Präsident der Industrie- und Handelskammer Wuppertal. Er übernahm den Vorsitz von seinem Vorgänger Wilhelm Vorwerk. Das Bankhaus und die Handelskammer leitete er bis zum 30. Juni 1964, als Kretschmann in den Ruhestand versetzt wurde. Diesen verbrachte er in Baden-Baden.
Für seine Verdienste wurde ihm am 2. Dezember 1963 das Große Verdienstkreuz der Bundesrepublik Deutschland verliehen.